# Borbatodityrann
Borbatodityrann (Poecilotriccus senex) är en fågel i familjen tyranner inom ordningen tättingar.

## Utseende och läte
Borbatodityrann är en mycket liten tyrann. Noterbart är beigefärgad tygel och streckad strupe. I övrigt har den grå hjässa, olivgrön rygg och vit undersida. Sången består av en kort och djup drill, ibland föregången av "tick"-toner.

## Utbredning och systematik
Fågeln förekommer i centrala Brasiliens del av Amazonområdet (Madeiraflodens avrinningsområde i Amazonas och Rondônia. Den behandlas som monotypisk, det vill säga att den inte delas in i några underarter.

### Familjetillhörighet
Arten placeras traditionellt i familjen tyranner. DNA-studier visar dock att Tyrannidae består av fem klader som skildes åt redan under oligocen, pekar på att de skildes åt redan under oligocen, varför vissa auktoriteter behandlar dem som egna familjer. Blykronad todityrann med släktingar placeras då i Pipromorphidae.

## Levnadssätt
Borbatodityrannen hittas vid skogsbryn i fuktiga skogar, ofta utmed floder och i lågväxt vitsandskog.

## Status och hot
Arten har ett stort utbredningsområde, men tros minska i antal, dock inte tillräckligt kraftigt för att den ska betraktas som hotad. Internationella naturvårdsunionen IUCN listar arten som livskraftig (LC).

## Namn
Borba är en kommun vid floden Rio Madeira i delstaten Amazonas i norra Brasilien.